# 张华俊
张华俊（1962年11月—），男，汉族，陕西汉中人，中华人民共和国政治人物。现任致公党陕西省委主委，致公党西安市委主委，西安市政协副主席。第十四届全国政协委员。